# EG Autocraft

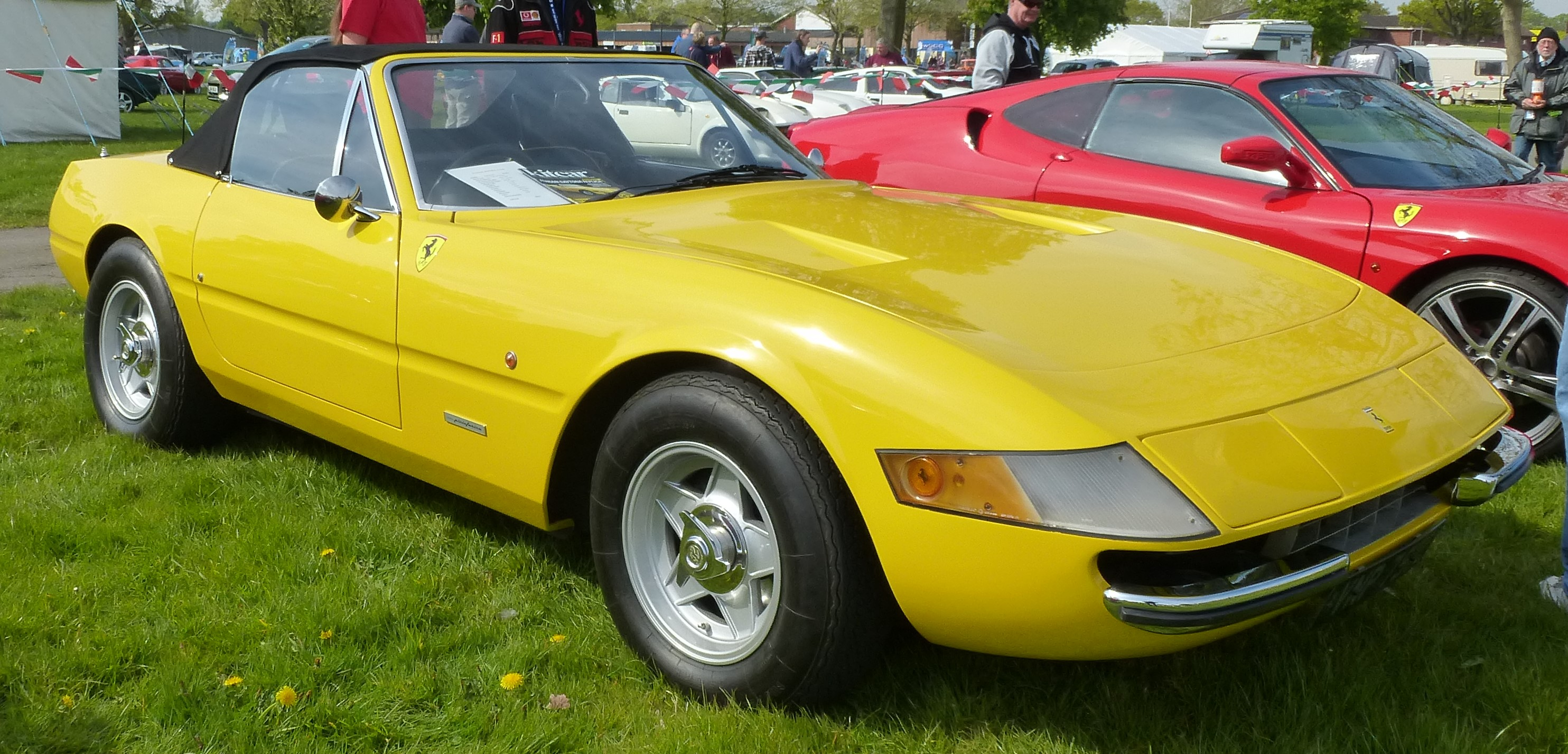
EG Arrow

EG Autocraft, zuvor PKA Marketing, war ein britischer Hersteller von Automobilen.

## Unternehmensgeschichte
Der Spanier Emilio Garcia und Brian Angliss gründeten 1987 das Unternehmen PKA Marketing in Ponthenri bei Llanelli in der Grafschaft Carmarthenshire in Wales. Sie begannen mit der Produktion von Automobilen und Kits. Der Markenname lautete beim Prototyp PKA. Im gleichen Jahr erfolgte die Umfirmierung in EG Autocraft. Der Markenname lautete dann EG. 1989 endete die Produktion. Arrow Spyder aus Llanelli unter Leitung von Norman Bond setzte die Produktion unter Beibehaltung des Markennamens bis 1991 fort. Insgesamt entstanden etwa 80 Exemplare.
Hillcrest Classics aus Brynmaer setzte danach die Produktion fort, vermarktete die Fahrzeuge aber als Hillcrest.

## Fahrzeuge
Die Modelle hießen Arrow. Die Basis der Fahrzeuge bildete ein spezielles Fahrgestell. Darauf wurde eine Karosserie aus Fiberglas montiert, die Peter Jacobs herstellte. Alternativ bestand die Karosserie aus einem Gemisch von Fiberglas und Kevlar, Stahl oder Aluminium. Ein V12-Motor vom Jaguar XJ 12 trieb das Fahrzeug an. Zunächst stand nur ein Roadster namens Spyder im Sortiment. 1987 kam ein Coupé dazu. Beides waren Nachbildungen des Ferrari GTB/4 „Daytona“. Ein Bausatz kostete 20.000 Pfund und ein Komplettfahrzeug 25.000 Pfund. Insgesamt entstanden 73 Coupés und 7 Spyder.